# Olk (Kreis Preußisch Eylau)
Olk war ein Ort im Kreis Preußisch Eylau in Ostpreußen. Seine Ortsstelle gehört heute zum Rajon Prawdinsk (Stadtkreis Friedland (Ostpreußen)) in der Oblast Kaliningrad (Gebiet Königsberg (Preußen)) in Russland.

## Geographische Lage
Die Ortsstelle von Olk liegt im südlichen Westen der Oblast Kaliningrad, 19 Kilometer nordöstlich der früheren Kreisstadt Preußisch Eylau (russisch Bagrationowsk) bzw. 16 Kilometer nordwestlich der heutigen Rajonshauptstadt Prawdinsk (deutsch Friedland (Ostpreußen)).

## Geschichte
Der Ort Olcken wurde um 1750 gegründet. Ihn prägte eine große Ziegelei, 1871 wurde ihm ein Vorwerk und Waldhaus zugeordnet. Nähere Angaben über die Ortsentstehung liegen nicht vor, auch zu dem etwa ungewöhnlichen Namen gibt es keine Anhaltspunkte.
1771 wurde Olcken als adliges Vorwerk von Blankenau (russisch Jerschowo) mit sieben Einwohnern bezeichnet, 1783 erschien es als „Olcken und Sechshuben“ mit sechs Bewohnern im Amt Uderwangen (russisch Tschechowo). 1820 war Olk ein kleines Vorwerk vom Gut Blankenau mit einer Feuerstelle bei zehn Bewohnern, 1831 notierte man „Vorwerk Olk nahe beim Hauptgut Blankenau in Lehmboden mit 1 Instmann und 11 Bewohnern“. Bereits 1846 war es größer und zählte drei Wohngebäude mit 27 Einwohnern, 1871 Vorwerk und Waldhaus mit vier Häusern und 49 Einwohnern.
Bis 1920 wurde Olk als Vorwerk zum Gut Blankenau in den Güteradressbüchern aufgeführt. 1920 wurde es vom Gutsbesitzer Stange in Blankenau verkauft und war als jetzt selbständiges Gut von etwa 140 Hektar von Hans Höpfner aus Uderwangen erworben worden. Letzter Gutsbesitzer auf Olk war bis 1945 Heinrich Schaak.
Am 30. September 1928 gab das Gut Blankenau seine Eigenständigkeit auf und schloss sich mit dem Dorf Blankenau zur neuen Landgemeinde Blankenau zusammen.
Als 1945 das gesamte nördliche Ostpreußen in Kriegsfolge an die Sowjetunion fiel, war auch Olk davon betroffen. Doch schon bald verliert sich seine Spur, über eine russische Namensgebung oder die Zuordnung zu einem Dorfsowjet liegen keine Angaben vor. Der Ort gilt heute als untergegangen. Seine Ortsstelle gehört zum Munizipalkreis Rajon Prawdinsk (Stadtkreis Friedland (Ostpreußen)) in der russischen Oblast Kaliningrad (Gebiet Königsberg (Preußen)).

## Religion
Bis 1945 war Olk in den Sprengel Almenhausen im Kirchspiel Almenhausen/Abschwangen eingepfarrt. Es gehörte zur Kirchenprovinz Ostpreußen der evangelischen Kirche der Altpreußischen Union.

## Verkehr
Die Ortsstelle von Olk, heute kaum noch erkennbar, lässt sich von Jerschowo (Blankenau) aus über einen Landweg erreichen.